# Diritti LGBT in Cina

I diritti delle persone LGBT+ in Cina sono soggetti a restrizioni legali e sociali. Sebbene le relazioni omosessuali tra uomini e donne siano legali, le coppie dello stesso sesso non possono sposarsi né adottare bambini nel Paese.

## Codici in materia di attività omosessuale

### Dinastia
La prima legislazione anti-omosessuale in Cina risale ai tempi immediatamente precedenti a quelli di Zheng He (1371-1433) - eunuco e favorito dell'imperatore della Cina - durante la dinastia Song, quando vennero condannati i giovani maschi che esercitavano la prostituzione maschile (letteralm. "che si comportavano come prostitute") con una punizione consistente in cento colpi di canna di bambù pesante più una forte pena pecuniaria. Il reato di "bu nan" comprendeva anche i maschi che si prostituivano con le donne.

### Dinastia Ming
Il primo statuto specifico che vieta l'omosessualità e tutte le forme di rapporto sessuale tra persone dello stesso sesso venne emanato durante il regno dell'imperatore Jiajing (1507-1567), nell'epoca della dinastia Ming.

### Dinastia Qing
Nel 1655, i tribunali cominciarono a riferirsi al reato di omosessualità col termine ji jian (traduzione letterale di sodomia), da applicarsi a coloro che indulgevano nel sesso anale. Nel 1679, la dinastia Qing istituì il primo statuto contenente il termine ji jian. La punizione, che comprendeva un mese di carcere e 100 colpi con il bambù, era in realtà la pena più leggera che esisteva nell'ordinamento Qing.

### Repubblica di Cina
Nel 1912, dopo la caduta dell'ultimo imperatore Pu Yi, i divieti di ji Jian vennero aboliti in tutto il paese.

### Repubblica popolare cinese
Quando la Repubblica popolare cinese è stata fondata nel 1949, il Partito Comunista Cinese dichiarò l'omosessualità un segno esplicito di "decadenza borghese". Il trattamento dei presunti omosessuali durante la Rivoluzione Culturale (1966-1976) fu particolarmente duro. Nel 1979 gli atti omosessuali, in quanto espressione di "teppismo", vennero criminalizzati nel diritto penale cinese.
Nel 1997 il governo cinese abolì la legge contro gli "hooligan", un atto considerato da molti come una depenalizzazione dell'omosessualità nella Repubblica popolare cinese. Nel 2001, la società cinese di Psichiatria ha infine declassificato l'omosessualità dalla sua precedente definizione di disturbo mentale.

## Riconoscimento delle relazioni omosessuali

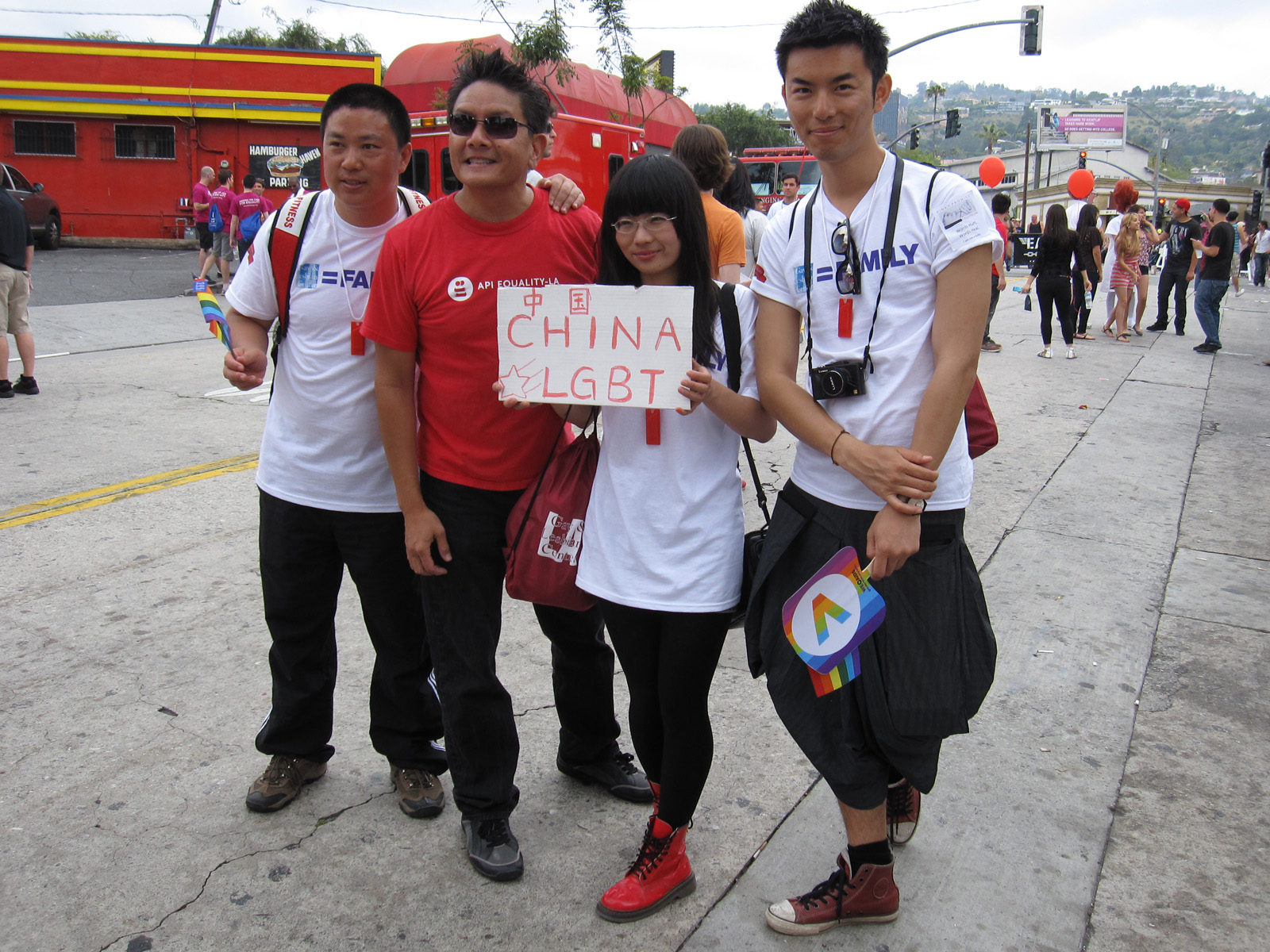
Attivisti LGBT al Los Angeles Pride del 2011

La legge sul matrimonio della Repubblica popolare cinese, adottata in occasione della terza sessione del V Congresso Nazionale del Popolo il 10 settembre del 1980, definisce il matrimonio come unione tra un uomo e una donna.

### Pechino
Il territorio comunale di Pechino attualmente fornisce lo status di "residenza a carico" ai partner dello stesso sesso dei residenti legali, come espatriati.

### Hong Kong
Nel giugno 2009, il governo di Hong Kong ha esteso un riconoscimento limitato e la protezione ai conviventi di coppie dello stesso sesso nella sua ordinanza contro la violenza domestica.

## Leggi in materia di cambiamento di sesso
Nel 2009, il governo cinese ha reso illegale per i minori di cambiare sesso in forma ufficiale, affermando che l'intervento chirurgico di riassegnazione sessuale era a disposizione solo per quei cittadini d'età superiore ai vent'anni; ciò è stato reso necessario al fine di richiedere una revisione della loro carta d'identità e della registrazione di "soggiorno di residenza".

### Provincia dello Shanxi
Nel 2014, la provincia dello Shanxi ha cominciato a consentire ai minori di applicare la modifica con le informazioni aggiuntive sulla carta di identità del loro tutore riguardanti l'identità di genere. Questo cambiamento di criterio consente ai matrimoni post-chirurgia di essere riconosciuti come eterosessuali e quindi legali.

## Adozione e genitorialità
Il governo cinese richiede ai genitori che adottano bambini dalla Cina di essere uniti in matrimoni eterosessuali. L'adozione di bambini cinesi da parte di coppie LGBT estere e da singoli è stato pertanto vietato dalle autorità cinesi.

## Protezioni antidiscriminatorie
Non vi è alcuna disposizione contro le discriminazioni riferite all'orientamento sessuale o l'identità di genere, questo in base alla legge cinese del Lavoro. La legge sul lavoro protegge invece specificamente i lavoratori contro le discriminazioni di una persona basate sull'etnia, il sesso o la religione.

### Hong Kong
La "Hong Kong Bill of Rights Ordinance 1991" vieta la discriminazione basata su una serie di motivi, tra cui la definizione di "altra condizione". Nel caso di Leung TC William Roy contro il Segretario per la Giustizia (2005), questo è stato interpretato come includente anche l'orientamento sessuale. Tuttavia, la Bill of Rights è valida solo per gli ambienti governativi pubblici e non per il settore privato.

### Macao
La legge fondamentale di Macao nel suo articolo 25 indica essere il popolo di Macao totalmente libero da discriminazioni sulla base di un elenco non esaustivo dei fattori proibiti. L'orientamento sessuale non è incluso in tale elenco di motivi di discriminazione vietati.
Tuttavia, sussiste la protezione contro la discriminazione basata sull'orientamento sessuale in materia di rapporti di lavoro (art 6/2 della legge 7/2008), la protezione dei dati personali (articolo 7 / 1,2 della legge 8/2005) e del difensore civico (articolo 31-A della legge 10/2000, come modificato dalla legge 4/2012).

## Libertà di espressione e censura
Il 31 dicembre 2015 la China Television Drama Production Industry Association ha pubblicato nuove linee guida, incluso il divieto di mostrare le relazioni LGBT in TV. I regolamenti stabilivano che: "Nessun dramma televisivo deve mostrare relazioni e comportamenti sessuali anormali, come incesto, rapporti tra persone dello stesso sesso, perversioni sessuali, violenza sessuale e così via", e a farne le spese è subito la serie televisiva "Shangyin" (Addicted), interrotta bruscamente nonostante le enormi visualizzazioni su iQiyi.
Un regolamento del luglio 2016 ha imposto per legge alle piattaforme video online la rimozione di tutti i contenuti a tema LGBT. Ciononostante dal 2016 ad oggi sono stati prodotti in Cina diversi drama BL e alcune serie xianxia con protagonisti maschili legati sentimentalmente in modo più o meno esplicito.

## Terapie di conversione
Nel dicembre 2014, un tribunale di Pechino si è pronunciato a favore di Yang Teng, un omosessuale, in una causa contro una clinica che lo ha sottoposto alla terapia di conversione. La corte ha stabilito che tali trattamenti sono illegali e ha ordinato alla clinica di pagare un compenso monetario a Yang di 3.500 yuan (€500)

## Tabella riassuntiva
| Attività e relazioni sessuali legali                         | (dal 1997)                 |
| Parità dell'età di consenso                                  | (dal 1997)                 |
| Leggi anti-discriminazione sul lavoro                        | No                         |
| Leggi anti-discriminazione nella fornitura di beni e servizi | No                         |
| Leggi anti-discriminazione in tutti gli altri settori        | No                         |
| Matrimonio egualitario                                       | No                         |
| Unione civile                                                | No                         |
| Adozione                                                     | No                         |
| Maternità surrogata                                          | No                         |
| Autorizzazione a prestare servizio nelle forze armate        | Non è legalmente vietato   |
| Diritto di cambiare legalmente sesso                         | Si                         |
| Surrogazione di maternità                                    | No                         |
| Fecondazione in vitro per le coppie lesbiche                 | No                         |
| Permessa la donazione di sangue per le persone omosessuali   | No                         |
| Libertà d'espressione                                        | Limitata soprattutto in TV |